# Sport w Zawierciu
Historia sportu w Zawierciu sięga początków XX wieku, kiedy to w mieście powstały: Towarzystwo Cyklistów oraz gniazdo TG „Sokół”. Najważniejszym sportowym klubem miasta jest Warta Zawiercie.

## Istniejące kluby sportowe

### Piłka nożna
KP Warta Zawiercie – spadkobierca tradycji powstałej w 1921 roku Warty Zawiercie. W latach 1930 oraz 1932 zespół grał w barażach o I ligę. W okresie powojennym klub wielokrotnie występował na trzecim poziomie rozgrywek, a w sezonie 1963/1964 przegrał baraże o II ligę. W sezonie 1963/1964 Warta Zawiercie wystąpiła w 1/16 finału Pucharu Polski. W 2001 roku klub został rozwiązany. Reaktywowany w 2004 roku, upadły w 2006 roku, ponownie reaktywowany w 2009 roku jako JSP Warta Zawiercie. W 2011 roku przejęty przez nowy zarząd i przemianowany na KP Warta Zawiercie. W sezonie 2019/2020 klub występuje w IV lidze.
Źródło Kromołów – klub piłkarski założony w 1946 roku. Początkowo w zespole występowali uczniowie zawierciańskich liceów i osoby pracujące w zakładach pracy Zawiercia i Kromołowa. Do lat 60. klub występował w klasie C oraz B. W 1966 roku nastąpił awans do klasy A, powtórzony w 1973 roku. W 2002 roku klub awansował do klasy okręgowej, a rok później – do IV ligi. W tym okresie w klubie występowało wielu piłkarzy upadłej Warty Zawiercie. W sezonie 2004/2005 klub zajął trzecie miejsce w IV lidze. Z kolei w sezonie 2007/2008 zespół wywalczył Puchar Polski podokręgu Sosnowiec. W sezonie 2019/2020 klub występuje w klasie okręgowej.
JSP Warta Zawiercie – utworzony w 2007 roku klub piłkarski, w zamiarze będący kontynuacją KS Warta Zawiercie. Początkowo zespół prowadził jedynie drużyny juniorskie. W 2009 z inicjatywy Witolda Grima utworzono drużynę seniorów. W 2010 roku klub awansował do klasy A. W 2011 roku drużyna seniorów została przejęta przez nowy zarząd i przemianowana na KP Warta Zawiercie. W sezonie 2015/2016 wystawiono w III lidze drużynę żeńską. W 2017 roku reaktywowano seniorski zespół mężczyzn JSP. W sezonie 2019/2020 zespół występuje w klasie B.
Football Academy Zawiercie – założona w 2012 roku szkółka piłkarska dla dzieci w wieku 4–12 lat.

### Piłka siatkowa
Aluron Virtu CMC Zawiercie – spadkobierca tradycji sekcji siatkarskiej Warty Zawiercie, powstałej w 1972 roku. W 1984 roku klub uzyskał awans do klasy międzywojewódzkiej, W sezonie 1992/1993 wywalczono awans do II ligi. W sezonie 1993/1994 klub zajął drugie miejsce w lidze, a rok później – trzecie. W 1995 roku zespół został wycofany z ligi. Reaktywacja klubu nastąpiła w 2011 roku. W 2014 roku zespół awansował do I ligi. W sezonie 2016/2017 Warta Zawiercie wygrała baraż o PlusLigę z AZS Częstochowa. W sezonie 2018/2019 klub zajął czwarte miejsce w lidze, dotarł także do półfinału Pucharu Polski. W sezonie 2019/2020 klub występuje w PlusLidze.
MKS Dwójka Zawiercie – założony w 2010 roku klub siatkówki żeńskiej. W sezonie 2018/2019 zawodniczki awansowały do I ligi śląskiej. W sezonie 2019/2020 klub występuje w I lidze śląskiej. W sezonie 2015/2016 młodziczki klubu zdobyły mistrzostwo Śląska.

### Piłka ręczna
Viret CMC Zawiercie – klub piłki ręcznej, założony w 1994 roku. W sezonie 1997/1998 szczypiorniści awansowali do II ligi, natomiast w sezonie 2000/2001 po raz pierwszy awansowali do I ligi. W latach 2005–2007 trzy razy z rzędu Viret Zawiercie zajmował trzecie miejsce w I lidze. W sezonie 2019/2020 klub występuje w II lidze. Klub prowadzi również sekcję tenisa stołowego, która w sezonie 2017/2018 wygrała II ligę.

### Sporty walki
Klub Sportowy AniMMAls – klub założony w 2004 roku przez Krystiana Kwietnia. Prowadzi sekcje BJJ, no-gi, MMA, boksu tajskiego, boksu i kettlebell.
Klub Sportów Walki Arashi – klub specjalizujący się w jujitsu, założony przez Ryszarda Matuszczyka. W jego kadrze znajdują się medaliści mistrzostw Polski i mistrzostw świata.
Kick Boxing Małpka Zawiercie – klub prowadzący sekcje K-1, boksu i taekwondo. Juniorzy klubu zdobywali mistrzostwo Polski PUT.
Musubi Ryu Zawiercie – klub sportów walki (jujitsu, judo, taekwondo), założony przez Andrzeja Jabłońskiego. Członkowie klubu zdobywali medale w mistrzostwach Europy JiuJutsu oraz w mistrzostwach Polski w taekwondo (2005) i jujitsu-fighting (2006).
Orient Zawiercie – sekcja założonego w 1993 roku w Częstochowie KS Orient, powstała w 2006 roku. Prowadzi zajęcia z taekwondo i kickboxingu.
Zawierciański Klub Karate – klub kyokushin, założony w 1992 roku jako kontynuacja ogniska karate kyokushin przy TKKF Stadion, funkcjonującego od 1978 roku.

### Brydż sportowy
Magma Zawiercie – klub brydżowy. W 2017 roku Magma zadebiutowała w I lidze, uzyskując trzecie miejsce i uczestnicząc w barażach o ekstraklasę. Rok później zespół zajął piąte miejsce w lidze. W sezonie 2019/2020 klub występuje w I lidze.
7 Trefl Zawiercie – klub brydżowy, istniejący od 1999 roku. W 2002 roku brydżyści awansowali do II ligi. W sezonie 2002/2003 nastąpił spadek do III ligi. W sezonie 2004/2005 zawodnicy klubu ponownie awansowali do II ligi, aby ponownie spaść do III ligi rok później. W 2010 roku zespół ponownie awansował do II ligi, wywalczył ponadto złoty medal Mistrzostw Polski Teamów Open. Rok później zawodnicy klubu uzyskali awans do ekstraklasy brydża. W sezonie 2011/2012 zawodnicy 7 Trefl zajęli 13 miejsce w ekstraklasie brydża i spadli do I ligi, natomiast dwa lata później spadli do II ligi. W sezonie 2019/2020 klub występuje w III lidze.

### Inne kluby
Kaliber LOK Zawiercie – klub strzelecki.
Sengam Sport Racing Team – klub kolarski, zrzeszający lokalnych zawodników. W 2004 roku Tomasz Gocyla założył klub kolarski Des-Art Racing Team, następnie przekształcony w KTM Bajkszop.com Racing Team oraz Ridley Bajkszop.com Racing Team. Od 2014 roku drużyna ściga się pod nazwą Sengam Sport Racing Team.
UKS Jura Tenis Zawiercie – założony w 2013 roku klub tenisowy, szkolący juniorów i osoby dorosłe.
KJ Królmet Zawiercie – klub jeździecki.
Victoria Zawiercie – klub pływacki i triatlonowy. Klub powstał w 2009 roku. Jego zawodnicy uczestniczą w takich zawodach, jak: Jurajska Liga Pływacka, Turon Cup, Skała Cup czy Liga Klubów Śląskich. W 2014 roku utworzono sekcję triatlonową, a jej reprezentanci brali udział w mistrzostwach Polski.

## Nieistniejące kluby sportowe

### Założone przed I wojną światową
- Towarzystwo Cyklistów – założona w 1900 roku organizacja kolarska, najstarsze towarzystwo tego typu w Zagłębiu Dąbrowskim[56].
- TG Sokół – gniazdo TG Sokół, powstałe w 1905 roku. W 1927 roku liczyło 168 osób. Zostało rozwiązane w 1939 roku[28].

### Założone w latach 1918–1939
- Argentyna Zawiercie – istniejący w okresie międzywojennym tzw. „dziki” klub piłkarski[57]
- Burza Zawiercie – istniejący w okresie międzywojennym tzw. „dziki” klub piłkarski[57]
- Gwiazda Zawiercie – żydowski „dziki” klub sportowy, założony w 1927 roku[56][57][58]
- Hakoach Zawiercie – żydowski klub sportowy, założony w 1926 roku[56][58]. Należało do niego od 40 do 100 osób[59]
- Jedność Zawiercie – istniejący w okresie międzywojennym tzw. „dziki” klub piłkarski[57]
- Łącznik Zawiercie – klub piłkarski przy Odlewni Żeliwa, założony w 1937 roku[56]
- Makkabi Zawiercie – żydowski klub sportowy, założony w 1926 roku[60]. W jego ramach funkcjonowały sekcje: piłki nożnej, ciężkiej atletyki, lekkiej atletyki, szermierki, sportów wodnych, sportów zimowych[61]
- Olimpia Blanowice – klub piłkarski rozwiązany w 2009 roku[62]
- Polonia Zawiercie – istniejący w okresie międzywojennym tzw. „dziki” klub piłkarski[57]
- Związek Strzelecki – klub sportowy założony w 1920 roku[56]. Prowadził sekcje: gier sportowych, strzelecką i tenisową[63]

### Założone po II wojnie światowej
- AZS WSAiZ Zawiercie – klub sportowy przy WSAiZ. Prowadził sekcje tenisa stołowego i futsalu[64]
- MKS Fuji Zawiercie – klub sportów walki, rozwiązany w 2015 roku[65]
- Hammer Kick Zawiercie – klub sportów walki[66]
- Huta Zawiercie – powojenny klub piłkarski funkcjonujący przy Hucie Zawiercie[6]
- Kolejarz Zawiercie – powojenny klub sportowy[67]
- LZS Zawiercie – juniorski klub sportowy prowadzący sekcje hokeja na trawie chłopców i łucznictwa dziewcząt[68]
- MKS Zawiercie – klub sportowy założony w 1958 roku przez Mariana Bartolewskiego. W latach 1964–1965 klub zdobył mistrzostwo Polski szkół ponadpodstawowych w kategorii młodzików[69]. W latach 2004–2008 siatkarki MKS występowały w II lidze[70]
- Olimpijczyk Zawiercie – klub prowadzący drużyny siatkówki i tenisa stołowego[60][71]
- Stal Borowe Pole – powojenny klub sportowy[67]. W 1957 roku klub zajął dziesiąte miejscew gr. II sosnowieckiej klasy A[72]
- TKKF Stadion Zawiercie – organizacja propagująca rozwój kultury fizycznej. Współinicjator budowy kompleksu OSiR (1961 rok)[73]. Klub prowadził takie sekcje, jak piłka siatkowa (powstała w 1995 roku na bazie CTH Warta Zawiercie, upadła w 1997 roku[16][74]), piłka nożna juniorów[75], wystawiał również drużynę w rozgrywkach futsalu[76]
- Unia Zawiercie, wcześniej SKS Zawiercie – powojenny klub sportowy powstały przy Hucie Szkła[67]
- Włókniarz Zawiercie – klub sportowy, założony w 1948 roku przy Zawierciańskich Zakładach Przemysłu Bawełnianego. Klub początkowo prowadził sekcję piłkarską, która rozgrywała mecze w klasie C[67]. Klub następnie awansował do klasy B, a  w sezonie 1963/1964 do klasy A. W 1974 roku klub awansował do klasy międzypowiatowej[77]. Inne sekcje klubu: boks (od 1952), szachy (od 1952), kolarstwo (od 1954), tenis stołowy (od 1954), podnoszenie ciężarów (od 1954), hokej na lodzie (lata 60.), siatkówka kobiet (lata 70.)[78], piłka ręczna, lekkoatletyka, sekcja motorowa. W 1980 roku klub został wcielony do Warty Zawiercie, powołując MRKS Warta Zawiercie[79][80].
- Zawiercianka – powojenny klub sportowy założony przy Fabryce Maszyn[67]
- Zenit Zawiercie – klub istniejący w latach 70., powstały przy Fabryce Opakowań Blaszanych[81][82]

## Obiekty
- Stadion 1000-lecia Państwa Polskiego – oddany do użytku w 1966 roku[83]. Pojemność: 1500 miejsc. Mecze na stadionie rozgrywa KP Warta Zawiercie[84]
- stadion Źródła Kromołów (ul. Browar 7) – oddany do użytku w 1950 roku[6]. Pojemność: 700 miejsc[7]. W 2015 roku stał się częścią kompleksu rekreacyjno-sportowego u źródeł Warty[85]
- boisko wielofunkcyjne i lodowisko (ul. Wierzbowa)[86]
- Hala OSiR – oddana do użytku w 1973 roku[56].
- Hala OSiR II (ul. Blanowska 40) – oddana do użytku w 2001 roku[56]. Mecze w hali rozgrywają Aluron Virtu Warta Zawiercie oraz Viret CMC Zawiercie. Pojemność: 700+800 miejsc[87]
- OSiR III Wymiennik (ul. Piłsudskiego 73a)[88]
- hala przy I LO – oddana do użytku w 2007 roku. Pojemność: 251 miejsc[89]
- kryta pływalnia przy Gimnazjum nr 1 (ul. 11 Listopada 22)[56]
- kryta pływalnia OSiR (ul. Pomorska 61)[88]